# CD Litoral
Club Deportivo Lítoral – boliwijski klub piłkarski z siedzibą w mieście Cochabamba.

## Osiągnięcia
- Wicemistrz Boliwii: 1968
- Udział w Copa Libertadores: 1969

## Historia
W 1966 roku Litoral wygrał ligę Liga Cochabamba i zagrał w turnieju Nacional - pierwowzorze ogólnonardowej ligi boliwijskiej (poprzednio mistrzostwo Boliwii przyznawano tylko mistrzom stołeczej ligi Liga La Paz). Tym razem bez powodzenia, gdyż na cztery kluby Litoral zajął ostatnie, 4. miejsce. W 1968 roku Litoral wspólnie z derbowym rywalem Bata ponownie zagrał w turnieju Nacional. Tym razem spisywał się rewelacyjnie sięgając po największy w historii klubu sukces - wicemistrzostwo Boliwii. W 1969 w Nacional było już 10 uczestników, do grona których Litoral awansował, grał jednak słabo i nie odegrał większej roli. Jak dotąd był to ostatni występ klubu na pierwszoligowym poziomie.
Obecnie Lítoral gra w regionalnej lidze Liga Cochabamba.